# Odysseus virgini
Odysseus virgini är en ringmaskart som beskrevs av Johan Gustaf Hjalmar Kinberg 1866. Odysseus virgini ingår i släktet Odysseus och familjen Terebellidae. Inga underarter finns listade i Catalogue of Life.